# Liste des épisodes de Romeo x Juliet
Cet article est la liste des épisodes de l'anime Romeo x Juliet.
L'anime est composé de 24 épisodes, qui sont nommés « acte » en référence au découpage d'une pièce de théâtre, qui est le support original de l’œuvre Shakespearienne Roméo et Juliette. 
D'ailleurs, le titre original de chaque épisode comporte un sous-titre en italien, car l'action se déroule dans la ville de Vérone, en Italie.
L'anime a été produit jointement par Gonzo et Sky Perfect Well Think, avec Fumitoshi Oizaki en tant que producteur principal. Le scénario est créé par Reiko Yoshida tandis que le chara-design est attribué à Hiroki Harada.
Il a été diffusé du 4 avril 2007 au 26 septembre 2007 sur CBC, TBS, KBS Kyōto et SUN-TV.
En 2010, le diffuseur Black Box licencie l'anime et propose une version DVD en deux parties sous-titrée en français uniquement. En 2014, une version française sort en DVD dans une version Gold.

## Doublage
| Personnages          | Personnages          | Voix japonaises      | Voix françaises    |
| -------------------- | -------------------- | -------------------- | ------------------ |
| Juliet Capulet       | Juliet Capulet       | Fumie Mizusawa       | Elodie Lasne       |
| Romeo Montague       | Romeo Montague       | Takahiro Mizushima   | Michaël Maïnö      |
| Lord Montague        | Lord Montague        | Kōji Ishii           | Julien Dutel       |
| Conrad               | Conrad               | Katsuhisa Houki      | Jean-Marc Galéra   |
| Tybalt               | Tybalt               | Ryotaro Okiayu       | Pascal Gimenez     |
| Francisco            | Francisco            | Hirofumi Nojima      | Marc Wilhelm       |
| Curio                | Curio                | Kousuke Toriumi      | Waléry Doumenc     |
| Mercutio             | Mercutio             | Tetsuya Kakihara     | Waléry Doumenc     |
| Benvolio             | Benvolio             | Shinnosuke Tachibana | Marc Wilhelm       |
| Antonio              | Antonio              | Ryō Hirohashi        | Justine Hostekint  |
| Cordelia             | Cordelia             | Miyu Matsuki         | Sandra Vandroux    |
| Hermione De Borromeo | Hermione De Borromeo | Sayaka Ohara         | Delphine Saroli    |
| Ophelia              | Ophelia              | Junko Iwao           | Emmanuelle Lambrey |
| Lancelot             | Lancelot             | Keiji Fujiwara       | Damien Laquet      |
| Emilia               | Emilia               | Ayako Kawasumi       | Amandine Longeac   |
| William de Farnase   | William de Farnase   | Kazuhiko Inoue       | Laurent Pasquier   |

## Musique
Les génériques ont la particularité d'être radicalement opposés : l'opening est une ballade — version japonaise d'une chanson déjà existante et mondialement connue chantée originellement par le duo Secret Garden, puis reprise entre autres par Josh Groban, tandis que le premier ending est très rock.
L'opening, intitulé Inori ~ You Raise Me Up, est interprété par la chanteuse coréenne Lena Park.
Le premier ending (épisodes 1 à 14), intitulé Cyclone, est interprété par le groupe de J-Rock 12012.
Le second ending (épisodes 15 à 23), intitulé Good Bye, Yesterday, est interprété par la chanteuse de J-pop Miz.
L'ending final (épisode 24), intitulé You Raise Me Up, est interprété par la chanteuse coréenne Lena Park.

## Liste des épisodes[6]
N.B: L'anime ayant été licencié en version française, les titres sont donc la version officielle.
| No | Titre français                                                                                | Titre japonais           | Titre japonais                                                                  | Date de 1re diffusion |
| No | Titre français                                                                                | Kanji                    | Rōmaji                                                                          | Date de 1re diffusion |
| --- | --------------------------------------------------------------------------------------------- | ------------------------ | ------------------------------------------------------------------------------- | --------------------- |
| 1 | "Destino" Acte 01 - Un destin ~ S'ils ne s'étaient pas croisés                                | ふたり～出会わなければ～ | Futari~Deawana kareba~ (Deux êtres à part ~ À moins que nous nous rencontrions) | 4 avril 2007          |
| Dans un sanglant coup d'état mené dans la nuit par la famille Montague au Palais Royal, le Seigneur Montague assassine toute la famille Capulet sous les yeux de la petite dernière, Juliet, et de sa servante, Cordelia. Alors qu'elles sont sur le point de se faire tuer à leur tour, le général Conrad de la garde impériale les sauve in-extremis. Quatorze ans plus tard, Juliet, déguisée en jeune homme sous le nom d'Odin, agit sous le masque du Tourbillon Rouge, un hors-la-loi au service du peuple opprimé. Alors que le Tourbillon fuit avec son allié Antonio et Cordelia car poursuivis par la garde Impériale, ils sont sauvés par Romeo et Benvolio, des nobles. Le soir, Juliet confie à Cordelia sa frustration sur le fait d'agir quotidiennement comme un garçon, car ne sachant pas la vérité sur son héritage. Son amie lui conseille d'attendre encore deux jours jusqu'à son seizième anniversaire, date à laquelle ce qu'on lui cache lui sera révélé. Mais la veille de l'évènement, à cause d'un quiproquo, Juliet se retrouve à aller au Bal de la Rose tenu chez les Montague. C'est alors que des bribes du soir funeste lui reviennent en mémoire et, chamboulée, Juliet fuit jusqu'au jardin. Elle trouve une iris dans la fontaine et fait la rencontre de Romeo : tous deux sont subjugués par l'autre. |                                                                                               |                          |                                                                                 |                       |
| 2 | "Il Segreto" Acte 02 - La promesse ~ Un parfum de nostalgie                                   | 約束～思ひ出の香り～     | Yakusoku~Omohide no Kaori~ (Une promesse ~ L'odeur des souvenirs ~)             | 11 avril 2007         |
| Tandis qu'ils sont tous les deux face-à-face et que Juliet allait lui donner son nom, Romeo est appelé par Benvolio et la jeune fille en profite pour quitter le Palais. Le père de Romeo décide d'annoncer aux convives les fiançailles de l'aristocrate Hermione avec son fils, à la grande surprise de ce dernier. Ne sachant rien de cela, Juliet, raccompagnée par ses gardiens, exprime de nouveau son mal-être à l'idée d'agir comme un garçon. Le lendemain, le jour de son seizième anniversaire, Juliet se rend dans un champ où poussent des iris sauvages et y fait à nouvelle fois la rencontre de Romeo. Lui donnant finalement son nom, les deux jeunes se promettent de se retrouver le lendemain au même endroit. Le soir même, elle est emmenée par ses gardiens au cimetière des Capulet. Là, on lui apprend la vérité sur son héritage et les fidèles de la famille disparue, qui se sont rassemblés, jurent alors allégeance à leur dernière héritière. |                                                                                               |                          |                                                                                 |                       |
| 3 | "Attrazione" Acte 03 - La passion ~ Une triste plaisanterie                                   | 恋心～残酷な悪戯～       | Koigokoro~Zankokuna Itazura~ (Le crépuscule de l'Amour ~ Cruelle malice ~)      | 18 avril 2007         |
| Romeo essaie de rencontrer Juliet une fois de plus, mais sans succès. En effet, la jeune fille, conseillée par Cordelia, sait qu'elle ne doit plus revoir Romeo, car lui étant un noble et elle la dernière du Clan Capulet, elle serait en danger s'il découvrait la vérité. Alors qu'il survole une énième fois la ville à sa recherche, Romeo voit le Tourbillon Rouge, venu libérer le médecin détenu au château des Montague, avoir à nouveau des ennuis. |                                                                                               |                          |                                                                                 |                       |
| 4 | "Una Timida Fanciulla" (Jeune fille timide) Acte 04 - La timidité ~ Sous la pluie             | 恥じらい～雨に打たれて～ | Hajirai~Ame ni Utarete~ (Pudeur ~ Trempés par la pluie ~)                       | 25 avril 2007         |
| Juliet est choquée en apprenant que Romeo est le fils de l'homme qui a assassiné sa famille. En rentrant, elle se fait sévèrement réprimander par Conrad, qui lui dit qu'elle devra prendre part au combat contre les Montague, qu'elle le veuille ou non. En se déguisant en Odin pour se rendre au cimetière de sa famille, Juliet finit par rencontrer de nouveau inopinément Romeo. En s'apercevant de sa présence et de l'insistance de son cheval, il lui propose une balade dans les airs. Mais la pluie s'invite et, trouvant refuge dans une cabane, le jeune homme découvre avec surprise qu'Odin est en fait sa bien-aimée Juliet. |                                                                                               |                          |                                                                                 |                       |
| 5 | "Si Alza il Vento" (Si le vent se lève) Acte 05 - Tourbillon ~ Un choix explosif              | 旋風～燃ゆる覚悟～       | Kaze~Moyuru Kakugo~ (Le Tourbillon ~ Résolution Ardente ~)                      | 2 mai 2007            |
| Choqué par sa découverte, Romeo s'interroge sur le fait que Juliet se fasse passer pour un garçon. Il envisage qu'elle pourrait être le hors-la-loi, mais écarte vite cette idée. Pendant ce temps, une chasse à l'homme pour capturer le Tourbillon Rouge affole Néo-Verona et une situation martiale s'installe : le peuple est privé de nourriture, ce qui pousse certains à dénoncer des innocents comme étant le Tourbillon. La Milice instaure alors un bûcher géant sur la place publique afin de leur donner une leçon. Juliet, volontairement écartée de tout ceci, découvre - par l'intermédiaire d'Antonio - la situation actuelle et part pour sauver les innocents, mais est arrêtée par Francisco et Curio, celui-ci lui reprochant d'être trop distraite par son amourette pour leur venir en aide. Alors que la situation se dégrade sur la place, le docteur Lancelot se présente devant Juliet et prend une décision irrévocable. |                                                                                               |                          |                                                                                 |                       |
| 6 | "Speranza" Acte 06 - Espoir ~ Chargée du futur                                                | 希望～託された明日～     | Kibō~Takusareta Ashita~ (Espoir ~ Demain sous votre garde ~)                    | 9 mai 2007            |
| Mis au courant que Juliet est le Tourbillon Rouge et l’héritière des Capulet, Lancelot décide de revêtir le costume pour empêcher la mort des gens incarcérés. Le chef de la Milice l'attendait et a placé tout un escadron d'archers autour de la place. Une flèche est alors tirée et blesse Lancelot. Pour pallier cette erreur, les prisonniers sont relâchés. Mais Lancelot, sachant ce qui l'attend, fait un discours sur la liberté et le souffle d'un vent nouveau qui arrive, avant de mettre volontairement le feu au bucher où il se trouve. C'est devant les cris de la foule et les pleurs de Juliet qu'il meurt, emportant le Tourbillon Rouge avec lui. Le peuple se soulève alors à la suite de cet évènement. Romeo, qui est resté à l'écart sur le conseil de Benvolio, arrive et s’aperçoit de l'acharnement sur le peuple. Peu après, il remarque Odin et lui dit être content de la savoir en vie, ayant pensé qu'elle était le Tourbillon. Juliet lui confie ne plus pouvoir le revoir car elle est effectivement le Tourbillon Rouge. Le lendemain, le conseil des nobles se réunit et, par ordre du Seigneur Montague, instaure des règles pour donner les pleins pouvoirs à la milice, qui peut ainsi user de la violence sans être inquiétée. Vittorio, le maire et père de Benvolio, se révolte alors contre cette décision, ce qui a pour effet de lui faire perdre son titre de noble et de le faire exiler, lui et sa famille. En ville, alors que Juliet et son groupe ne savent pas comment annoncer la mort de Lancelot à sa famille, un de leurs informateurs leur rapporte qu'est prévu l’assassinat de Vittorio. Juliet, sous l'apparence d'Odin, décide d'agir et tous arrivent à temps pour l'empêcher d'être tué. Mais tandis qu'il dévie un coup d'épée adverse, Odin glisse et se retrouve à la merci de son attaquant. Sur le point de se faire tuer, un jeune homme sur un cheval ailé noir fait alors son apparition. |                                                                                               |                          |                                                                                 |                       |
| 7 | "Il Tocco delle Tue Mani" (Le toucher de tes mains) Acte 07 - Chaleur ~ Juste maintenant      | ぬくもり～今だけは～     | Nukumori~Ima dake wa~ (Chaleur ~ Pour cet instant ~)                            | 16 mai 2007           |
| Tybalt, le mystérieux arrivant, sauve Juliet et ses compagnons de la mort. Mais alors qu'il s'en va, il prononce le nom complet de Juliet, le révélant par la même à Vittorio et sa famille. De retour, Francisco et Juliet leur révèlent la vérité au sujet de la dernière héritière des Capulet, et Vittorio devient ainsi leur allié. Le lendemain, alors que c'est la Fête des Fleurs, Romeo, en proie au doute, se rend au cimetière et s’aperçoit de l'absence de nom sur la tombe. Il va alors voir sa mère et lui expose son sentiment : la fille qu'il aime peut-elle être une Capulet ? Il s'empresse de lui demander le nom de la dernière héritière, ce que sa mère finit par lui dire. Pendant ce temps, Juliet, sous l'apparence d'Odin, se voit bien malgré elle emmenée à la fête et alors qu'elle contemple dans sa main une iris, elle la laisse malencontreusement tomber sur Romeo, qui passait par là. Une course-poursuite s'engage entre eux deux et, alors qu'il arrive finalement à la retrouver, ils échangent leur premier baiser, sous les feux d'artifice prévus pour les fiançailles de Romeo. |                                                                                               |                          |                                                                                 |                       |
| 8 | "La Via Più Facile" (Le chemin le plus simple) Acte 08 - Douceur ~ Qu'est-ce que la justice ? | 甘え～正義とは～         | Amae~Seigi to wa~ (Indulgence ~ Qu'est-ce que la justice ?)                     | 23 mai 2007           |
| Bien que Romeo lui ait dit l'aimer malgré leurs noms de famille, Juliet s'enfuit après lui avoir offert le mouchoir qu'elle avait brodé pour lui. Tandis que Romeo rentre au château, il est sévèrement réprimandé par son père. Hermione lui sauve la mise, mais alors que Romeo et elle se promènent, il rompt ses fiançailles avec elle, lui avouant qu'il en aime une autre. Pendant ce temps, Juliet demande à Conrad de lui donner l'épée de son père, et décide de prendre entièrement part au combat contre Montague. De son côté, Benvolio, qui loge chez Curio, envoie secrètement une lettre à Romeo pour organiser une rencontre. Il lui raconte tout ce qui s'est passé, excepté l'implication de la famille Capulet. Romeo a du mal à comprendre l'attentat commandité par son père. En ville, Tybalt rencontre Juliet et lui montre la rébellion mise en place par certains habitants. Il lui fait comprendre qu'il a accès à n'importe quelle information grâce à l'argent, et qu'il observait Juliet et sa garde depuis tout ce temps. Tybalt l'emmène ensuite assister à une scène entre le chef de la Milice et le prêtre corrompu. Folle de rage, Juliet dégaine son épée pour aller le tuer mais n'en a pas la force et, comme le prêtre voit l'emblème des Capulet sur l'épée, Tybalt le tue. Juliet, en pleurs, lui avoue ne pas être capable de tuer. Mais alors que Tybalt la prend dans ses bras pour la réconforter, Romeo - qui survolait la ville - les aperçoit. |                                                                                               |                          |                                                                                 |                       |
| 9 | "L'Incrocio" (Le croisement) Acte 09 - Soulèvement ~ Doutes effacés                           | 決起～断ち切る迷い～     | Kekki~Tachikiru Mayoi~ (Cri de ralliement ~ Plus l'ombre d'un doute ~)          | 30 mai 2007           |
| Romeo s'interroge sur ce qu'il a vu et se demande pourquoi leur union est proscrit. De son côté, Juliet s'en veut d'être faible et veut annihiler chez elle toute trace de ce sentiment. Francisco l'emmène dans un endroit où les fidèles des Capulet se réunissent pour mener la rébellion. Malgré l'apparente fermeté de Juliet, Curio et Francisco voient son cœur qui hésite à brandir l'épée. Conrad leur présente alors Camillo, un ami et allié des Capulet qui a gardé son statut de noble. Plus tard, alors que Juliet rentre, elle aperçoit Willy qui lui avoue savoir la vérité et lui demande d'être l'héroïne de son histoire d'amour qu'il veut écrire. Mais Juliet lui répond que c'est un amour impossible. Le soir-même, Conrad apprend de Camillo que Montague sort sans garde rapprochée, ce qui est une chance de le tuer. Juliet accepte mais Francisco, doutant de cette information, va voir Tybalt. À la cachette, et tandis qu'ils préparent leur assaut, Juliet et les guerriers sont victimes d'un assaut de la garde, ayant été vendus par Camillo. Voulant sauver Conrad, Juliet poignarde par inadvertance un soldat, ce qui la choque. Francisco la confie alors à Antonio, et lui dit de prendre un passage souterrain, où les attend Tybalt. Au château, le Seigneur Montague voit émerger de l'eau des feuilles séchées et se rend au sous-sol du Palais. Là se trouve un immense arbre magique, Escalus, et une femme, Ophelia. Celle-ci lui dit que l'arbre commence à faner, et que son pouvoir n'est pas éternel. |                                                                                               |                          |                                                                                 |                       |
| 10 | "Lacrime" Acte 10 - Larmes ~ Te revoir                                                        | 泪～貴方と逢えて～       | Namida~Anata to Aete~ (Larmes ~ De notre rencontre ~)                           | 6 juin 2007           |
| Juliet est guidée par Tybalt, tandis qu'Antonio prend un autre chemin pour brouiller les pistes. Alors que Tybalt l'emmène dans un endroit sûr, il lui fait la morale en disant que ce soir, à cause de son imprudence, beaucoup en ont pâti. Au conseil des nobles, Montague veut que la chasse envers Juliet Capulet s'intensifie mais Romeo, qui prend la parole, demande le cessez-le-feu, en vain. En ville, Juliet erre sous la pluie, démoralisée car croyant ses amis morts, mais à cause de la fatigue, s'évanouit. Prise en charge par Portia - la mère de Romeo - qui loge dans un couvent, celle-ci compatit au chagrin que cause cet amour impossible. Plus tard, Portia fait venir son fils et lui conte tous les méfaits qu'a commis son père. Juliet, qui s'est réveillée, entend toute la conversation et Romeo vient alors la voir pour s'excuser. Le lendemain, alors que Juliet prend l'air, elle et Romeo font alors la fameuse scène du balcon. Romeo dit vouloir renier son nom pour être avec elle. Ils partent alors tous les deux pour s'aimer. |                                                                                               |                          |                                                                                 |                       |
| 11 | "II Giuramento" Acte 11 - Le serment ~ La bénédiction du matin                                | 誓～朝陽の祝福～         | Chikai~Asahi no Shukufuku~ (Promesses ~ la bénédiction d'une claire matinée)    | 13 juin 2007          |
| Ayant quitté Neo-Verona, Juliet et Romeo partent avec Cielo - le cheval ailé de Romeo - vers un ailleurs inconnu. Alors qu'ils s'arrêtent dans une forêt pour se reposer, ils tombent sur une jument ailée, qui est blessée. Tandis qu'ils la soignent, des brigands leur tombent dessus et les attaquent. Mais Romeo, aidé de Cielo, les font fuir. Romeo réalise soudain que son cheval a trouvé sa moitié à protéger : il relâche donc son ami. Plus tard, Romeo et Juliet trouvent une barque et se laissent porter pour le courant de l'eau. La jeune fille raconte à Romeo un de ses rêves d'enfant : se marier dans une belle robe. A terre, ils empruntent un chemin terreux et tombent sur un champ d'iris avec au loin, une église abandonnée. Voulant réaliser le vœu de Juliet et pouvoir la protéger, Romeo décide de se marier - symboliquement - avec elle dans cet endroit. |                                                                                               |                          |                                                                                 |                       |
| 12 | "Un Porto Sicuro" (Un endroit sûr) Acte 12 - Repos ~ C'est mieux ainsi                        | 安息～このままで～       | Ansoku~Kono Mama de~ (Repos ~ C'est mieux ainsi ~)                              | 20 juin 2007          |
| Poursuivant leur chemin, Romeo et Juliet tombent sur une maison abandonnée et décident de s'y installer. Le lendemain, alors qu'ils vont chercher de l'eau, Juliet se sent appelée par une force soudaine et trouve un endroit où trônent les racines mortes du même arbre qu'au château. Un vieil homme leur explique qu'il n'y en a que deux, que celui-là est mort et que le second est en train de mourir. Juliet se sent prise d'un malaise et quitte l’endroit avec Romeo. Au château, le Seigneur Montague mobilise la garde pour retrouver Romeo, ainsi que l'héritière Capulet et ses amis, ordonnant la fouille massive et destructrice du village. Antonio, qui traine à la recherche d'informations, va voir Cordelia pour la tenir au courant de la survie de Curio et Conrad, mais la disparition de Francisco. Montague va voir sa femme au couvent pour tenter de savoir où se trouve Romeo, et se demande si son fils n'a pas noué de liens avec la dernière des Capulet. La garde, qui a eu vent d'un couple avec un cheval ailé blanc, se rend au village où Romeo et Juliet s'étaient arrêtés pour se nourrir. Les officiers mettent les habitations à sac, brûlent les maisons et font prisonniers les villageois. Romeo et Juliet, mis au courant de ceci par un homme tentant de fuir, décident d'aller les secourir. Mais la situation tourne mal quand Juliet se fait encercler. Romeo n'a d'autre choix que de révéler son visage. Mais Juliet, voulant le protéger jusqu'au bout, révèle également sa véritable origine. Elle se fait cependant assommer et Romeo est emmené. |                                                                                               |                          |                                                                                 |                       |
| 13 | "Il Battito Vitale" (Le battement vital) Acte 13 - Pulsation ~ Guidé                          | 脈動～導かれて～         | Myakudō~Michibikarete~ (Pulsation ~ Guidé ~)                                    | 27 juin 2007          |
| Juliet est arrêtée et conduite devant le Seigneur Montague, qui proclame sa mise à mort publique dans deux jours. Mis au courant, Francisco, Curio et Antonio décident d'agir à la nuit tombée pour délivrer Juliet. De son côté, Hermione vient rendre visite à l'héritière Capulet, guidée par sa jalousie. Alors que les membres Capulet se battent au château, Curio arrive jusqu'à Juliet et la délivre, après lui avoir dit que tout le monde comptait sur elle. Mais alors qu'ils essuient une attaque ennemie, Juliet est prise du même malaise que lorsqu'elle était devant l'arbre mort. C'est alors qu'une immense inondation emporte Juliet jusqu'au pied de l’arbre Escalus. Ophelia semble avoir inculquée quelque chose à Juliet. Celle-ci se réveille plus tard dans une fontaine et est encerclée par la garde. Mais Romeo, qui était enfermé de force dans sa chambre, arrive et défie les officiers. Lui et Juliet fuient mais Romeo préfère faire obstacle pour la laisser partir. Elle quitte donc Romeo pour rejoindre Antonio sur le cheval ailé. |                                                                                               |                          |                                                                                 |                       |
| 14 | "La Sfida" (Le défi) Acte 14 - Lourdes responsabilités ~ Dans ces mains                       | 重責～この腕の中で～     | Jūseki~Kono Ude no Naka de~ (Lourde Responsabilité ~ Dans cette étreinte ~)     | 4 juillet 2007        |
| Juliet, Francisco, Curio, et Antonio décident grâce à Willy d'aller chez la mère de celui-ci pour se remettre d'aplomb et trouver un nouveau plan. Juliet n'a pas de doutes sur ses actions à venir, car Romeo et elle se sont promis de tout faire pour se retrouver plus tard. Au château, Romeo clame son amour pour Juliet à son père qui, pour le punir, l'envoie à la mine de Gradisca afin d'y travailler jusqu'à ce que ses idées lui reviennent. Là-bas, Romeo s’aperçoit que les conditions de vie ne sont pas les mêmes que celles des nobles, ceux-ci ayant la réputation de jeter l'argent par les fenêtres, manger plus que de raison et s'amuser à outrance. Tandis qu'il inspecte les souterrains de la mine, il est témoin de la chute causée par la fatigue de Petruchio - un des forcenés - qui, selon la garde, a commis un acte très répréhensible. Le soir, Romeo décide de se joindre au travail à la mine et alors qu'il travaille, il sauve la vie de Petruchio qui allait se faire écraser par des rondins de bois. Mais le mineur prend à partie Romeo, et tient des propos sur lui et sa mère, expulsés du château pour s'être trop amusés. Romeo se révolte, et déclare qu'il ne veut plus fuir devant son père ni devant son destin. Plus tard, Petruchio vient s'excuser, touché par la réaction de Romeo. Ils finissent par travailler ensemble et se lient d'amitié, Petruchio avouant à Romeo l'avoir déjà vu survoler la ville sur son cheval blanc, ce qui amusait son frère et sa sœur. Mais Petruchio tombe gravement malade, et alors que Romeo reste à son chevet, il lui promet de faire voler son frère et sa sœur sur un cheval ailé. Le lendemain matin, Romeo découvre, affolé, la mort de son ami. Alors que Romeo pleure sur sa tombe, Giovanni - un camarade qui l'a rejoint - lui avoue le véritable acte nuisible de Petruchio : il n'avait fait que voler un morceau de pain pour nourrir son frère et sa sœur. |                                                                                               |                          |                                                                                 |                       |
| 15 | "L'Alba dei Cambiamenti" (L'Aube des Changements) Acte 15 - Fierté ~ Le chemin à suivre       | 自我～進むべく道～       | Jiga~Susumu beku Michi~ (Fierté ~ Avancer sur le chemin ~)                      | 11 juillet 2007       |
| Romeo, en colère par la mort de Petruchio, récupère les maigres affaires de celui-ci, qu'il gardait pour son frère et sa sœur. Giovanni, qui est avec lui, lui dit que la mort est omniprésente dans le camp où ils se trouvent. Éreinté par son travail et ses blessures, Romeo se fait malmener par une bande dirigée par Pueblo, alors qu'il admirait le mouchoir fait par Juliet. Giovanni intervient, mais dit à Romeo d'aller s'excuser envers son père pour partir d'ici. Au château, Hermione arrive afin de prier pour la libération de Romeo, mais alors qu'elle se rend dans sa chambre pour la fleurir de roses, elle découvre avec colère l'iris. En route pour sa destination, Juliet reconnait la forêt où elle s'était arrêté avec Romeo et, interrogée par Antonio, elle se remémore soudain l'arbre Escalus du château qu'elle a vu lors de son évasion. Plus les images et le son étrange afflux, et plus Juliet se sent mal, ce qui provoque son évanouissement. Romeo entend également le son, qui est tellement puissant qu'il fait trembler le sol tout entier, provoquant une destruction de la mine. Mais alors que les gardes leur ordonnent sa réparation, Romeo, voyant une énorme quantité de blessés, ordonne la fermeture de la mine et la libération des forçats. Il part ensuite avec d'autres prisonniers chercher les derniers rescapés bloqués à l’intérieur de la mine. Tandis qu'il se dirige vers un des endroits les plus touchés pour récupérer Pueblo, un éboulement les fait presque dégringoler, mais ils sont sauvés à temps par Giovanni, étonné par la hargne de Romeo. Le soir, tandis qu'il retrouve les affaires de Petruchio, Romeo se confie à Giovanni. Il lui dit qu'il veut changer le monde, en construire un où il n'y aura aucune victime, et où tout le monde pourra vivre ensemble, même ailleurs, dans une autre ville. Pueblo vient alors remercier et s'excuser auprès de Romeo, lui disant que chacun ici possède un souvenir de l'être aimé, et lui propose ainsi de venir manger avec eux. Giovanni, impressionné par le rêve de Romeo, pense cependant que sa route sera longue est semée d'obstacles avant qu'il n'y parvienne. |                                                                                               |                          |                                                                                 |                       |
| 16 | "Lontano dall'Amato" (Loin de l'Être Aimé) Acte 16 - Seule ~ Éperdue                          | ひとり～いとしくて～     | Hitori~Itoshikute~ (Seule ~ Si Cher ~)                                          | 24 juillet 2007       |
| Alertée par l’éboulement à la mine, Hermione court demander à Mercutio le rapatriement de Romeo, en vain. Elle pense que Juliet, devenue introuvable, est partie le rejoindre, et se hâte donc de faire de même. Alors qu'ils ont repris la route, Francisco remarque à quel point Juliet est accro à Romeo. Alors qu'ils font une pause, Antonio va voir Juliet, et lui demande avec franchise si elle désire voir Romeo. Elle lui répond par l'affirmative, mais dit que ce n'est pas encore le moment. Au loin, Francisco dit à Curio qu'il veut être le cocher pour le reste du voyage, car Curio doit affronter les sentiments qu'il a pour Juliet. Au château, le Seigneur Montague interroge Mercutio quant à son avis sur son père, ivrogne reconnu, allant jusqu'à lui demander s'il mérite de vivre. Mercutio est interrompu par l'arrivée des parents d'Hermione, leur apprenant qu'elle a fui avec un carrosse. Celle-ci se fait braquer en chemin par des bandits, qui le lui prennent. Animée par sa rage contre Juliet car pensant qu'elle lui a volé Romeo, Hermione arrête un charriot pour qu'il l'emmène. Arrivés à Mantu, la ville de leur destination, Juliet apprend par Antonio l'accident à la mine, mais Francisco s'empresse de lui dire qu'étant le fils du dirigeant, ils auraient su si Romeo était blessé. Ils arrivent plus tard à la maison où ils sont attendus et Francisco demande à Curio de faire comprendre à Juliet que son histoire avec Romeo est sans lendemain. Il décide donc d'accompagner la jeune fille et une servante en ville. Ils croisent alors Hermione, qui devient hystérique lorsqu'elle reconnait Juliet, allant jusqu'à l'attaquer, mais est arrêtée par Curio. Juliet décide de la ramener à la maison et de s'occuper d'elle. Mais alors qu'Hermione se réveille et voit Juliet à ses côtés, elle se saisit d'un couteau posé non loin pour l'attaquer, pourtant Juliet l'arrête, se blessant à la main. Elle lui dit qu'elle se blesse elle-même à vouloir lui faire du mal, peut-être est-ce pour cela qu'elles aiment Romeo. Hermione lui crie de ne pas parler de lui et lui avoue qu'elle est là pour aller le rejoindre. Juliet s’enquit alors de la santé de Romeo, s'étant inquiétée pour lui. Devant son incroyable insistance, Hermione lui répond qu'il va bien, ce qui soulage Juliet, qui fond en larmes. Le lendemain, Hermione décide de rentrer à Néo-Verona et dit à Juliet qu'elle ne la dénoncera pas. |                                                                                               |                          |                                                                                 |                       |
| 17 | "Il Passato Sepolto" (Le Passé Enterré) Acte 17 - Tyran ~ Un destin noir d'ébène              | 暴君～漆黒の因縁～       | Bōkun~Shikkoku no Innen~ (Tyran ~ Cruelles origines, un destin noir de jais ~)  | 25 juillet 2007       |
| Emilia, Conrad et Willy arrivent à la maison où se trouve Juliet. Là-bas, Conrad confie l'épée des Capulet à Juliet, qui promet de ne plus fuir. Antonio, alors en train de faire les courses en ville, aperçoit Camillo et va le rapporter à Francesco, Curio et Juliet. Tous trois décident de suivre Camillo jusqu'à sa cachette et y découvrent également Tybalt. Celui-ci avoue alors sa véritable identité à Juliet : il est son cousin mais également le demi-frère de Romeo. Tybalt se met alors à raconter avec hargne le passé de Montague. En l'écoutant, Juliet lui dit qu'il ressemble à Montague, ce qui énerve Tybalt, qui lui demande pourquoi n'a-t-elle pas de haine envers cette famille. Juliet lui avoue alors qu'elle est amoureuse de Romeo et que cela a annihilé toute trace de rancune. A la mine, Romeo apprend que son père a ordonné que les prisonniers restent au camp, car Néo-Verona leur est fermée. Romeo décide alors de quitter la mine pour aller s'installer provisoirement dans un village à proximité. Au château, le Seigneur Montague fait installer la statue d'une déesse, censée protéger Néo-Verona. Il rencontre aussi Dame Ariel, la mère de Willy, et Titus - le père de Mercutio - sachant que la famille est une branche des Capulet et est également très réputée, lui dit qu'il ne peut pas l'assassiner car cela causerait une instabilité. Il lui demande également s'il songe à adopter Mercutio, celui-ci voulant suivre ses traces. Cela provoque la stupéfaction et la colère de Montague, car il possède un secret sur la provenance de ses origines. En effet, Montague est le fils d'une prostituée et d'un noble, de la famille des Capulet. Plus jeune, il l'apprit lors de la mort de sa mère, et a décidé de se venger de la famille qui n'a pas pris soin de lui. Il fut adopté par le Seigneur Montague de l'époque et l'empoisonna plus tard. Il découvrit, par l'intermédiaire d'une fille Capulet qu'il séduisit, l'existence de l'arbre Escalus. Plus tard dans la soirée, Titus et Mercutio se présentent devant Montague, et celui-ci fait de lui son fils par substitution. Montague invite alors Titus à croiser le fer comme ils avaient l'habitude de le faire avant. Il est en fait fou de rage contre lui, et le tue finalement, devant les yeux de Mercutio, qui ne fait rien, trop apeuré. |                                                                                               |                          |                                                                                 |                       |
| 18 | "Volontà" Acte 18 - Volonté ~ Dans les cœurs                                                  | 志～それぞれの胸に～     | Kokorozashi~Sorezore no Mune ni~ (Aspirations ~ Dans chacun de leur cœur ~)     | 1er août 2007         |
| Conrad, Francisco et Curio réfléchissent à un moyen de recruter plus de gens pour aller se battre, tandis que Juliet s'inquiète du moment où elle devra prendre les armes, et donc blesser des gens. Au château, les nobles assistent à l'enterrement de Titus, où Mercutio et le Seigneur Montague feignent l'accident. A la mine, Romeo continue à travailler la terre avec les autres pour rebâtir le village où ils se sont installés. Alors qu'il est en forêt à la recherche d'eau, il croise le vieil homme qu'il avait vu devant l'autre arbre mort. L'homme lui confie des graines à cultiver, non sans lui dire que la promesse qu'il a faite à Juliet de se retrouver un jour pourrait ne pas se réaliser s'il attend trop. En revenant, Romeo confie à Giovanni et aux autres, qui ont des doutes quant à l'idée de vivre là, qu'avec les graines et leurs efforts, ils pourront vivre ici avec leurs familles. A Mantu, le majordome apprend à Curio que les prisonniers de la mine, ainsi que Romeo, se sont installés dans le village d'Elba. Dans le jardin, Emilia et Juliet répètent la nouvelle pièce de Willy, basée sur un amour pur. Il apprend à Francisco le pouvoir que peut avoir les sentiments au théâtre. Willy a alors l'idée de donner un rôle à chacun pour jouer dans la nouvelle pièce. Durant leurs répétitions, Juliet se rend compte que chacun attend d'elle qu'elle tue Montague, pour faire cesser la terreur. Francisco et Curio ont une conversation sur ce qu'ils attendent de Juliet. Pour Francisco, il est important qu'elle triomphe pour Néo-Verona, peu importe si son bonheur est sacrifié. Curio devine ainsi que Francisco a également des sentiments pour elle. Alors qu'ils distribuent les places pour la représentation qui a lieu le soir-même, Antonio apprend à Juliet que Romeo est dans le village qui ne se trouve pas loin d'eux, et est étonné lorsqu'elle lui répond qu'elle ne veut pas y aller. Avec l'insistance de Willy et Curio, elle accepte finalement d'aller le voir. Arrivée là-bas avec Curio, Juliet voit la vie que Romeo a insufflé au village. Parti se recueillir à l'église abandonnée, Romeo aperçoit Juliet et ils se retrouvent en se jetant dans les bras l'un de l'autre. |                                                                                               |                          |                                                                                 |                       |
| 19 | "Il Vento della Speranza" (Un vent d'espoir) Acte 19 - Héritage ~ que ferions-nous ?          | 継承～我こそは～         | Keishō~Ware koso wa~ (Succession ~ Nous pouvons le faire ~)                     | 8 août 2007           |
| Juliet remarque que Romeo est devenu beaucoup plus fort et qu'il a apporté un nouveau vent d'espoir. En partant, Curio confie à Romeo qu'il voulait se battre avec lui, mais que finalement il a laissé tomber cette idée. Le soir venu, la représentation théâtrale a lieu. Francisco narre alors l'histoire à Curio : c'est en fait celle de Juliet. Ils comptent sur les sentiments des gens pour ameuter les foules dans l'espoir de combattre. Sur scène, alors que c'est à Juliet d'apparaitre, elle se fait attendre. Elle est en fait aller revêtir le costume du Tourbillon Rouge et apparaît tel quel aux spectateurs, qui sont étonnés. Grâce à son discours sur le vent d'espoir qu'elle compte amener sur Néo-Verona, Juliet réussi à gagner le cœur des gens, qui souhaitent désormais plus que tout que le Tourbillon Rouge vainc Montague. Plus tard, Juliet dit aux autres que ce n'est pas en tant qu'héritière des Capulet qu'elle se battra, mais bien en tant que Tourbillon Rouge, symbole d'espoir. Elle décide donc de repartir à Néo-Verona. Dans la nuit, alors qu'elle prend l'air dans le jardin, elle est rejointe par Curio et lui dit alors que c'est grâce à lui si le Tourbillon Rouge est né, de par sa cicatrice à l’œil. Lorsqu'elle était plus jeune, Juliet a vu la garde s'en prendre à des innocents et a voulu intervenir, mais elle a failli se faire prendre et Curio est venu à son secours, se faisant ainsi blesser à l’œil. C'est à partir de cet incident que Juliet a décidé d'agir masquée : le Tourbillon Rouge est apparu. Le lendemain, tout le monde s'envolent donc en direction de la ville, où le bruit de la survie du Tourbillon Rouge se propage. Une véritable révolution commence à se mettre en marche, car les gens se soulèvent contre la garde. Au château, Montague donne l'ordre de capturer les rebelles Capulet qui avancent dans leur direction. A la nuit tombée, la garde installe un véritable bataillon autour du palais. Mais Francisco et quelques autres contournent le chemin où ils sont attendus pour aller attaquer les gardes dans les parties cachées. Pendant ce temps, le peuple se révolte et tente de briser les portes d'entrées. Le Tourbillon Rouge arrive alors et demande au peuple de le suivre pour vaincre Montague car seul le peuple peut se gouverner. Mais alors que les gardes semblent désarmés, l'un d'eux tire une flèche qui harponne le chapeau du Tourbillon et révèle le visage de Juliet : l'héritière Capulet est prête à se battre et le peuple la suit. |                                                                                               |                          |                                                                                 |                       |
| 20 | "Tenuti al Dovere" (Tenus au Devoir) Acte 20 - Devoir ~ Le pas certain                        | 使命～揺るぎ無き一歩～   | Shimei Tenuti~Yuruginaki Ippo~ (Devoir ~ Étape inébranlable ~)                  | 29 août 2007          |
| Au village d'Elba, Romeo se rend compte que les plantations meurent à cause de la terre. Il part donc à la recherche du vieil homme, qui lui dit que si cela se produit, c'est que la fin du continent est proche. Il lui récite un poème qu'Escalus a écrit, et l'homme dit à Romeo que s'il veut arrêter ça, il va devoir supporter le destin de Juliet. Alors qu'il revient vers les autres, Romeo est mis au courant de la situation de Néo-Verona et Giovanni le pousse à y aller pour revenir avec Juliet. En ville, la plupart des gardes de Montague se sont rendus et veulent aider les Capulet. Vittorio arrive pour voir son fils, qui est alors en train de cuisiner. Le soir, Juliet parle de lui avec Cordelia, se disant qu'il a bien changé maintenant. Juliet aperçoit une marque à la naissance de sa gorge, qui ressemble à l'emblème des Capulet. Le lendemain, Romeo se présente aux portes de la ville tenues à présent par le peuple et les Capulet, mais se fait brutaliser. Juliet, qui a été mise au courant de sa venue, arrive pour le laisser entrer et parler à son père. Les nobles se sont réfugiés dans la salle du conseil et savent qu'ils vont bientôt se faire tuer par les rebelles. Montague fait alors la proposition de bruler les maisons du peuple pour que celui-ci ne soutienne plus les Capulet, mais personne à part Mercutio n'est pour. Montague tue alors le président de l'Assemblée, ce qui terrorise les nobles qui votent donc en faveur de la proposition. Romeo arrive au château et fait face à Montague. Il aperçoit l'épée pleine de sang et lui dit que tout le monde l'a abandonné et qu'il ne mérite pas d'être souverain. Montague lui dit alors de le suivre pour lui montrer le véritable monde. Il le mène jusqu’à l'arbre Escalus et lui dit que c'est cet arbre qui fait vivre le monde. En pleine conversation, la terre se met alors à trembler et les racines de l'autre arbre sèchent davantage. Juliet, qui était allée se recueillir sur la tombe de ses parents, semble souffrir de ces débordements. Ophelia se dresse alors devant elle et lui conte l'histoire des deux arbres et du continent Néo-Verona, affaiblis par les péchés de l'homme, qui a détruit le premier arbre. Elle lui dit qu'en tant qu'élue, elle n'a pas le choix : pour sauver le monde et en construire un nouveau, Juliet doit se sacrifier. |                                                                                               |                          |                                                                                 |                       |
| 21 | "Da Morire" (A Mourir) Acte 21 - Loi ~ L'étreinte de la Déesse                                | 掟～女神の抱擁～         | Okite da Morire~Megami no Hōyō~ (Loi ~ L'étreinte de la Déesse)                 | 5 septembre 2007      |
| La ville est gravement touchée par le tremblement de terre et il y a beaucoup de blessés. Mercutio et le reste de la garde s'en vont bruler les habitations et, en voyant le feu, Curio part pour aller l'éteindre. Montague jubile en voyant le spectacle, ce qui révolte Romeo et plein de rage, il le renie en tant que père. Le feu se propageant trop rapidement, Francisco comprend que Montague est derrière tout ça. Alors que Mercutio survole la ville pour continuer à l’enflammer, Romeo arrive et tous deux se battent à terre. Romeo essaie d'ouvrir les yeux de son 'frère', mais celui-ci ne veut pas trahir son prince et s'en va. Juliet, qui sait maintenant qu'Escalus l'attend, ne veut pas que la ville paie autant. Elle part donc chercher les blessés se trouvant dans la ville. Alors en marche, une petite fille tombe et est sur le point de se faire écraser par les décombres, mais Romeo arrive à temps à cheval ailé. Juliet et lui s'isolent, et Romeo lui dit qu'il s'est séparé de son père et qu'ils pourront se retrouver tous les deux quand tout sera fini. Cela attriste Juliet car elle sait qu'elle ne le reverra pas, et tente de le lui dire, en vain. Plus tard, Antonio retrouve Juliet, et ils croisent également Emilia et Willy, alors de retour. Juliet demande à Willy comment devrait se comporter l'héroïne de sa pièce si elle devait se sacrifier pour sauver le monde. Ce à quoi Willy répond qu'elle devrait vivre sa propre volonté. Dans la soirée, Cordelia confie à Juliet que Benvolio lui a demandé de vivre avec lui, ce qui ravit Juliet. Leur mariage est ainsi célébré. Plus tard, Cordelia lui confie le bouquet de fleurs - que Juliet avait elle-même fait avec des iris - et lui dit d'être heureuse avec Romeo et qu'elle peut arriver à garder son bonheur dans ses mains. La neige commence doucement à tomber sur la ville et Juliet sait maintenant ce qu'elle a à faire. Même si elle doit se sacrifier, elle sait que Romeo prendra soin de Néo-Verona une fois que tout sera fini. |                                                                                               |                          |                                                                                 |                       |
| 22 | "La Fine della Rivoluzione" (La Fin de la Révolution) Acte 22 - Envoûtement ~ Passion enragée | 呪縛～荒ぶる激情～       | Jubaku~Aburu Gekijō~ (Malédiction ~ Frénésie Folle ~)                           | 12 septembre 2007     |
| Décidée à accomplir sa destinée, Juliet n'a plus aucun doute, ni même de haine. Tybalt la rejoint alors et lui dit qu'il va tuer Montague, mais Juliet lui répond que ça ne sert à rien de haïr, on se blesse soi-même et autrui. Elle lui confie alors toute l'histoire d'Escalus, ce à quoi Tybalt répond que les filles de la famille Capulet sont les déesses protectrices de l'arbre. Juliet lui demande de prendre soin de Romeo, étant son frère. Celui-ci va voir sa mère pour lui dire qu'il va tuer son père, voulant à tout prix arrêter la terreur Montague de sa main. Portia s'excuse de les avoir mis lui et Juliet das cette position, et lui demande s'il pourra revenir sur le chemin de l'amour après avoir commis son acte, étant les derniers héritiers des deux familles. Au matin, le Clan Capulet, avec Juliet à sa tête, fonce vers le château pour l'ultime bataille. Les nobles, fuyants, quittent le palais et la garde - ayant pourtant l'ordre de tuer les fuyards - fait de même. Mercutio, lui, erre dans le château, ne sachant plus où aller ni que faire. Juliet arrive aux portes du château est demande aux gardes alors en ligne de les laisser passer, ce que fait le chef en allant s'agenouiller devant la princesse Capulet. Assis sur son trône, Montague pense n'avoir qu'un seul regret : ne pas avoir réussi à tuer Juliet la nuit du massacre. Entre alors Tybalt, qui s'était faufilé dans la foule du palais. Il lui avoue qui il est et brandit son épée pour porter son coup, mais est arrêté par Montague, qui a réagi. Tybalt demande alors s'il y a un moyen de sauver Juliet de son sacrifice, et Montague comprend alors qu'Escalus a tout planifié pour que Juliet parvienne jusqu'ici en tant qu'héritière Capulet, pour se donner en sacrifice et offrir la vie. Romeo arrive alors et brandit son épée en direction du Prince, mais est repoussé par Tybalt. A ce moment-là, Juliet et tout son clan pénètrent dans la pièce et tous s'attendent à ce qu'elle brandisse son épée. Elle n'en fait rien et la jette au sol, déclarant qu'il n'y a plus besoin d'arme et qu'elle ne veut pas le tuer, mais le bannir. Montague brandit alors son épée mais à la surprise de tous, la jette également à terre, disant à Juliet que le pouvoir qu'il cherchait est éphémère. Alors qu'il semble que la situation soit réglée, Mercutio arrive par derrière et plante une épée empoisonnée dans le dos de Montague, qui s'écroule sur Juliet et Romeo. Dans ses derniers efforts, il se confie en disant qu'il recherchait à être aimé, mais n'y arrivant pas, il a pris l'épée à la place. Mercutio, semblant devenu fou, s'emporte dans un grand rire en déclarant qu'il est le héros qui a réussi à tuer le Prince, mais Tybalt le chasse. Montague mort, Juliet déclare à son assemblée qu'un trop grand amour peut engendrer la prise de l'épée, qui ne sert pourtant à rien. En se détournant de Romeo, elle s'excuse mentalement de trahir ainsi leur promesse. |                                                                                               |                          |                                                                                 |                       |
| 23 | "Per il Mio Amore" (Pour mon Amour) Acte 23 - Bourgeonnement ~ Le baiser de la mort           | 芽吹き～死の接吻～       | Mebuki~Shi no Kuchizuke~ (Bourgeonnement ~ Le Baiser de la Mort ~)              | 19 septembre 2007     |
| Ayant demandé son épée à Conrad, Juliet déclare que ce n'est pas encore fini. Romeo s'agenouille alors et fait de Juliet la nouvelle Princesse de Néo-Verona, rendant ainsi le trône aux Capulet. Il sous-entend qu'en retournant à son village pour continuer de le construire, Juliet et lui pourront sans doute se retrouver, mais beaucoup plus tard. Attristée, Juliet quitte l'Assemblée en disant mentalement adieu à Romeo. Au sommet du palais, le drapeau Capulet est dressé, ce qui provoque la joie du peuple, croyant que tout va changer. Alors que le tremblement de terre reprend et détruit Néo-Verona, Juliet se dirige vers les entrailles du château pour rejoindre Escalus. De son côté, Romeo va dans la crypte où repose son père et voit entrer Tybalt, qui lui avoue qui il est. Celui-ci lui demande pourquoi il laisse Juliet seule et Romeo répond qu'ayant pris la tête de son clan, il serait un fardeau pour elle. Tybalt s'énerve et lui rétorque qu'il s'inquiète pour tout le monde mais pas pour celle qu'il aime. Il révèle alors à Romeo que Juliet va devoir se sacrifier et Escalus fera de sa mort une longue agonie. Étant le seul à pouvoir arrêter Juliet, Romeo décide de la rejoindre. Il s'élance donc à sa poursuite avec Tybalt, mais un éboulement le force à continuer seul. Il arrive à rejoindre Juliet qui est à mi-chemin, et lui dit qu'elle n'a pas à se sacrifier car ce n'est pas sa destinée. Avec effort, elle lui rétorque que si et que si jamais il se met en travers de sa route, elle n'hésitera pas à le tuer. Le suppliant mentalement de partir, Romeo sort pourtant son épée à son tour, et lui dit qu'alors il la tuera pour pouvoir porter ses péchés. S'engage ainsi une bataille entre eux deux, et durant leurs échanges, Juliet se remémore tous ses souvenirs avec lui et réalise alors qu'elle ne veut pas rejoindre Escalus pour mourir, mais vivre avec Romeo. Elle se fait désarmer et Romeo la rejoint pour l'embrasser. A ce moment-là, une crevasse apparait au-dessus d'eux, laissant entrer Conrad, Francisco, Curio et Tybalt à chevaux ailés. Mais les racines de l'arbre agissent et forment des arcs de branches autour de Juliet, la séparant de Romeo et empêchant les autres d'avancer. La voix d'Ophelia résonne alors tout autour d'eux : Juliet doit rejoindre Escalus pour laisser germer la graine plantée en elle et ainsi honorer la promesse faite. À cet instant, sa marque rayonne et des ailes apparaissent dans son dos, signe que le temps est venu. Ne cessant d'appeler Romeo, Juliet se fait enlever par les racines de l'arbre qui la conduisent devant Ophelia. Voulant se lancer à sa poursuite, Romeo reçoit l'épée de son frère, qui lui dit d'aller la sauver. Juliet fait face à Ophelia, disant ne pas vouloir faire ça. Romeo arrive alors pour s'interposer, mais les racines, contrôlées par Ophelia, l'en empêchent. C'est devant ses yeux qu'Ophelia donne le baiser de la mort à Juliet, afin de sceller la promesse. |                                                                                               |                          |                                                                                 |                       |
| 24 | "Un Nuovo Mondo" (Un Nouveau Monde) Dernier acte - Une prière ~ Un monde où tu es             | 祈り～きみのいる世界～   | Inori~Kimi no Iru Sekai~ (Prière ~ Le monde où tu es ~)                         | 26 septembre 2007     |
| Désespéré, Romeo crie à Ophelia de laisser Juliet, que ce sacrifice ne sert à rien et qu'il est prêt à laisser Néo-Verona se briser pour continuer de vivre avec Juliet. Ophelia - dont le corps commence à se faner à mesure qu'Escalus fait de même - lui dit que de toutes façons, Juliet est en train de mourir pour laisser germer la graine. Elle continue de malmener Romeo, ne voulant pas le laisser s'interposer. Les ailes dans le dos de Juliet l’enveloppent alors et, sous les cris de Romeo, emportent la jeune fille dans les entrailles de l'arbre. Les racines d'Escalus continuent pourtant à mourir au lieu de vivre et Romeo dit alors à Ophelia que la volonté de Juliet refuse de nourrir l'arbre. A ce moment, Francisco, Curio et Tybalt arrivent à voler jusqu'à eux et ils commencent à se battre avec Ophelia, afin de permettre à Romeo - alors libre - d'aller jusqu'à Juliet. Le jeune homme entaille l'écorce et se fraie un chemin. Apercevant Juliet entourée de racines, il lui crie d'ouvrir les yeux et tente de la toucher mais Ophelia, ayant réussi à mettre K.O ses attaquants, tente de le repousser et bloquent ses membres avec les racines. Mais la volonté de Romeo est plus forte et par ses cris, Juliet ouvre les yeux. Ils arrivent à se toucher et ainsi, l'arbre se détruit en une infinité de petites lumières et bloque quasi entièrement le corps d'Ophelia. Mais celle-ci n'en a pas fini et, encore debout, tente d’abattre Romeo. Ce dernier, épée en main, part à sa rencontre et arrive à briser entièrement le corps d'Ophelia. Cependant, et croyant pourtant à leur victoire, Juliet voit le corps de Romeo empalé par une racine qu'Ophelia a envoyé avant de mourir. Touché en plein cœur, c'est dans les bras de Juliet que Romeo lui déclare son amour avant de mourir. Et c'est devant sa tristesse infinie que Francisco, Curio et Tybalt arrivent pour lui dire de partir avec eux, Tybalt lui déclarant que Romeo aura porté son fardeau jusqu'à la fin pour elle. Pourtant, Juliet répond que ce n'est pas fini, car elle ressent la présence d'Escalus dans son corps et la présence des ailes indique qu'elle devra quand même embrasser sa destinée. Leur disant de partir, que tout ira bien, elle enlace Romeo et lui dit qu'elle va tenir leur promesse, et s'adresse alors à Escalus, lui demandant d'entendre sa prière. Ses ailes s'agrandissent alors en les englobant tous les deux, couvrant Néo-Verona et offrant un magnifique spectacle aux survivants qui fuient. La cité, qui s'était élevée dans les airs plus tôt, commence à regagner l'océan. La vie a repris son cours, la cité étant devenue un havre de paix. Romeo et Juliet ont fusionné pour devenir le nouvel arbre qui est le fruit de leurs âmes et de leur amour. Leurs proches ont trouvé le bonheur : Francisco et Conrad font partie du Parlement. Cordelia et Benvolio ont maintenant un enfant. Curio devient marchand de fleurs, proposant dorénavant des iris et des roses ensemble en bouquets. Tybalt, qui est le dernier représentant pur de la lignée Capulet-Montague, a exaucé le dernier souhait de Romeo : faire voler le frère et la sœur de Petruchio sur Cielo, qui a maintenant une famille. Tybalt considère également Romeo comme son petit frère, montrant de l'amour et de la reconnaissance pour lui. Hermione va souvent au pied de l'arbre, s'adressant à Romeo, désirant savoir s'il est heureux avec Juliet maintenant à ses côtés et se demande si elle trouvera quelqu'un pour l'aimer ainsi, même si le jeune homme restera son grand amour. Également, l'âme des deux amants ne cessera jamais de vivre ensemble près de l'arbre, les jeunes gens pouvant s'aimer éternellement, ayant achevé leur promesse d'être ensemble dans leur nouveau monde. Willy a maintenant de quoi porter à la postérité l'amour véritable qui lie à jamais Romeo et Juliet. |                                                                                               |                          |                                                                                 |                       |